# Heinrich Kroll

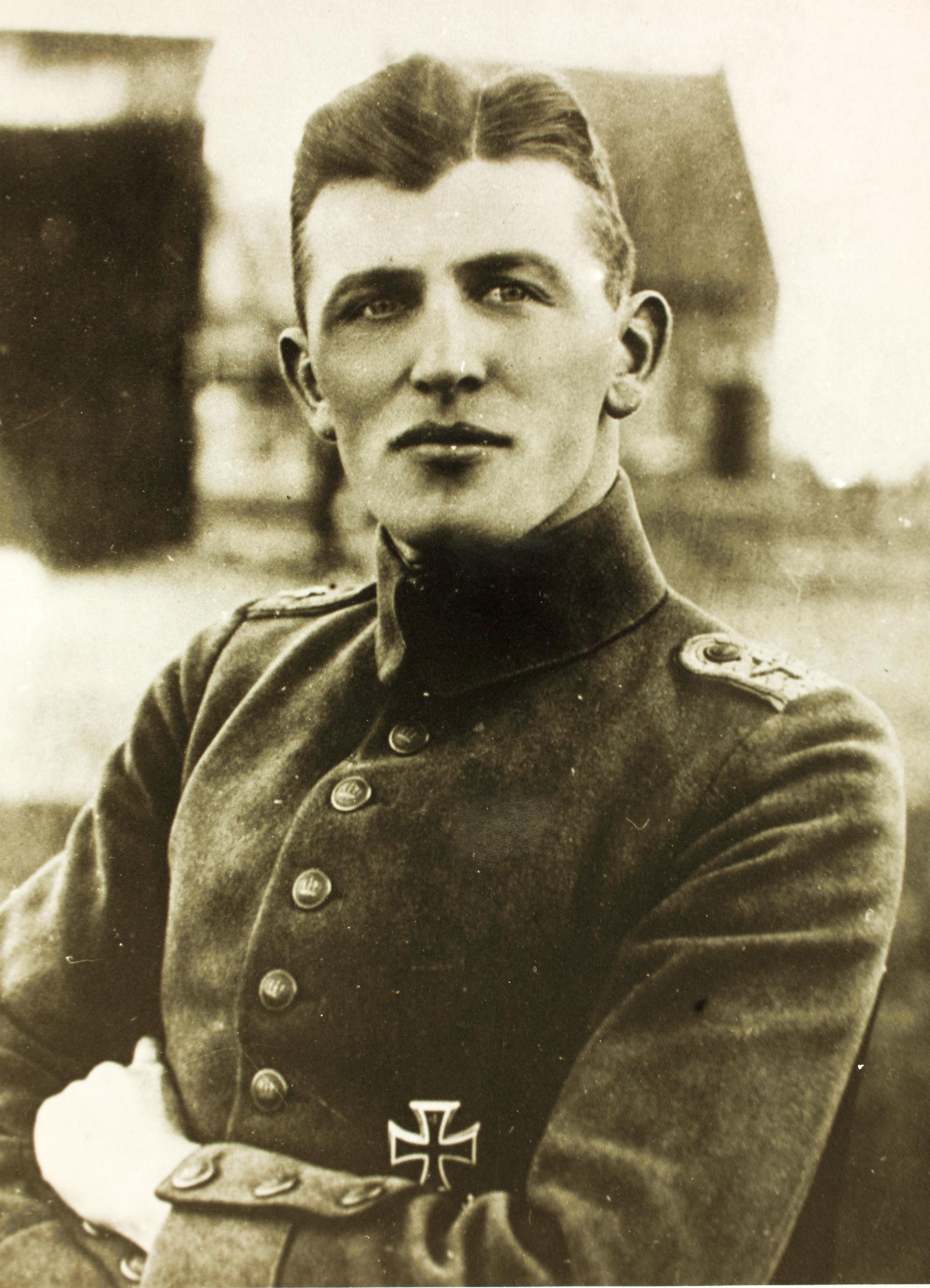
Heinrich Kroll

Heinrich Claudius Kroll (* 3. November 1894 in Flatzby; † 21. Februar 1930 in Geesthacht) war ein deutscher Jagdflieger im Ersten Weltkrieg, Ritter des Ordens Pour le Mérite und einer der ersten deutschen Verkehrsflieger. 

## Kindheit und Jugend
Kroll stammte aus einem Dorf in der Nähe von Flensburg. Er beabsichtigte wie sein Vater Heinrich Karl August Kroll (Hauptlehrer Schule Flatzby von 1893 bis 1906) Lehrer zu werden. 1914 bestand er sein Lehrerexamen in Kiel, wo er während seines Besuchs im Lehrerseminar auch aktives Mitglied im Kieler Turnverein war.

## Erster Weltkrieg
Bei Kriegsausbruch meldete sich Kroll als Kriegsfreiwilliger zum Füsilier-Regiment „Königin“ (Schleswig-Holsteinisches) Nr. 86, mit dem er im Herbst 1914 an die Front ging. Kroll wurde bei den schweren Kämpfen am Hartmannsweiler- und Reichsackerkopf im südlichen Elsass mit dem Eisernen Kreuz II. Klasse ausgezeichnet und im Mai 1915 zum Leutnant der Reserve befördert.
Kroll entschloss sich zum Wechsel in die Fliegertruppe. Im Januar 1916 kam er als Pilotenschüler zur Flieger-Ersatzabteilung 3 nach Gotha, wurde Ende April 1916 für vier Tage zum Armee-Flugpark 3 nach Rethel beordert und von dort der Feldfliegerabteilung 17 zugeteilt, die an der Front in der Champagne eingesetzt war. Kroll war in dieser Einheit zunächst der einzige Offiziersflieger. Mit einer Rumpler C.I mit 160-PS-Motor startete er mit seinem Beobachter, dem Leutnant der Reserve und Regierungsreferendar Holzhausen, zur Fernaufklärung im Raum Reims / Épernay / Chalons / Sainte-Menehould. Im Oktober 1916 erhielt Kroll eines der beiden neuen Albatros-Flugzeuge mit 220-PS-Motor, die der Abteilung zugewiesen worden waren und flog damit auch Bombereinsätze.
Im November 1916 kam Kroll als Kampfflieger zur Jagdstaffel 9 in Tergnier. Am 12. Februar mit dem Eisernen Kreuz I. Klasse ausgezeichnet, konnte er am 26. Februar 1917 eine französische Caudron abschießen, was ihm jedoch nicht als Luftsieg bestätigt wurde. Am 2. Mai 1917 gelang ihm der Abschuss einer Spad über Moranviller. 
Am 25. Mai 1917 lieferte sich Kroll ein Duell mit einem der erfolgreichsten französischen Jagdflieger, René Dorme, der bereits 23. Luftsiege errungen hatte. Über dem Fort de la Pompelle bei Reims unterlag Dorme schließlich und stürzte ab. Am 1. Juli 1917 erhielt Kroll das Kommando über die Jasta 24. Kurz darauf, am 27. Juli 1917, wurde Kroll selbst brennend abgeschossen, blieb aber unverletzt. Seine neue Albatros D.V markierte er mit einem Yin-Yang-Symbol. Am 22. Februar 1918 zeichnete ihn der deutsche Kronprinz mit dem Ritterkreuz des Königlichen Hausordens von Hohenzollern mit Schwertern aus.
Bei Beginn der großen deutschen Frühjahrsoffensive im März 1918 wurde Kroll auch mit der Führung der Jagdgruppe 12 der 18. Armee im Raum St. Quentin bei Villers-le-Sec beauftragt, der neben seiner Jagdstaffel 24 auch die beiden Jastas 44 und 79b angehörten. 
Am 29. März 1918, Kroll hatte inzwischen seinen 20. Luftsieg errungen, erhielt er den Orden Pour le Mérite. 
Am 1. Juni schoss er einen Fesselballon in 5.000 m Höhe ab, am 5. Juli erfolgte sein 30. Abschuss, gleichzeitig der 70. Sieg seiner Staffel, gefolgt von weiteren vier Luftsiegen. Am 14. August 1918 traf es ihn jedoch selbst. Trotz seiner schweren Verwundung gelang es ihm noch, seine Maschine im Flugplatz bei Omencour zur Landung zu bringen. Den Krieg beendete er mit 33 bestätigten Abschüssen.

## Nachkriegszeit
Das Kriegsende führte Kroll als Oberleutnant der Reserve und Demobilmachungsoffizier nach Hamburg-Fuhlsbüttel, wo er 1919 als Hauptmann zur Polizei Hamburg wechselte. Dort war er 1920 auch Zeuge der Unruhen im Zuge des Kapp-Putsches und beteiligte sich an der Bergung der Leiche des ehemaligen Jagdfliegers Rudolf Berthold, der die lokalen aufständischen Truppen anführte. 
1922 verließ Kroll die Polizei und war zunächst als Kaufmann tätig, nahm dann aber die aktive Fliegerei wieder auf, zunächst im Hamburger Verein für Luftfahrt und ab 1928/29 als Verkehrsflieger bei der Hamburger Luftverkehrsgesellschaft mbH. Dabei flog er die Strecke Hamburg-Berlin, zu den Nordsee-Inseln und führte auch mit einer Junkers F 13 Rundflüge über Hamburg durch.

## Ruhestätte
Am 21. Februar 1930 starb Kroll an einem Lungenleiden und wurde auf dem Friedhof Ohlsdorf in Hamburg beigesetzt.